# 愛宕 (加須市)
愛宕（あたご）は、埼玉県加須市の町丁。現行行政地名は愛宕一丁目および愛宕二丁目。住居表示実施地区。郵便番号は347-0057。

## 地理
埼玉県北東部、加須市中央部（加須地域〈旧加須市〉西部）に位置する。北側から北東側にかけて不動岡に、東側で土手に、南西側で礼羽に、西側で馬内に隣接する。南西縁を東武伊勢崎線が通る。北部を埼玉県道38号加須鴻巣線（旧国道125号）が東西に通り、同線の不動尊入口交差点を起終点とする埼玉県道305号礼羽騎西線および埼玉県道366号三田ヶ谷礼羽線が西縁を南北に通る。全域が市街化区域に指定されている。埼玉県道38号加須鴻巣線の沿線には店舗や事業所が多く、それ以外は主に住宅地域となっている。生産緑地地区もみられる。

### 河川
- 会の川

## 歴史
- 1967年（昭和42年）5月1日：住居表示実施により、加須市大字礼羽の一部から愛宕一丁目・二丁目が成立[8][6]。
- 2010年（平成22年）3月23日：加須市・北埼玉郡騎西町・同北川辺町・同大利根町が合併し、新たな加須市が発足[9]。同市の町丁となる[10]。

## 世帯数と人口
2023年（令和5年）12月31日時点の世帯数と人口は、以下のとおりである。
| 丁目       | 世帯数  | 人口  |
| ---------- | ------- | ----- |
| 愛宕一丁目 | 345世帯 | 683人 |
| 愛宕二丁目 | 144世帯 | 243人 |
| 計         | 489世帯 | 926人 |

## 小・中学校の学区
市立小・中学校に通う場合、学区（校区）は以下のとおりとなる。
| 丁目       | 区域 | 小学校             | 中学校               |
| ---------- | ---- | ------------------ | -------------------- |
| 愛宕一丁目 | 全域 | 加須市立礼羽小学校 | 加須市立加須西中学校 |
| 愛宕二丁目 | 全域 | 加須市立礼羽小学校 | 加須市立加須西中学校 |

## 交通

### 鉄道
愛宕一丁目・二丁目の各南西縁を東武伊勢崎線が通るが、駅はない。最寄り駅は、全域が東武伊勢崎線の加須駅である。

### 路線バス
朝日自動車加須営業所により、加須駅および同営業所に発着する路線バスが運行されている。
- KZ01：加須駅北口 - 加須駅入口 - 加須車庫
- KZ11：鴻巣駅東口 - 保健所前 - 騎西城 - 済生会通り - 加須駅南口 - 加須駅入口 - 加須駅北口 - 加須駅入口 - 加須車庫
- KZ12：免許センター - 保健所前 - 鴻巣駅東口 - 保健所前 - 騎西城 - 済生会通り - 加須駅南口 - 加須駅入口 - 加須駅北口 - 加須駅入口 - 加須車庫
- KZ13：鴻巣駅東口 - 保健所前 - 騎西城 - 済生会通り - 済生会加須病院 - 加須駅南口 - 加須駅入口 - 加須駅北口 - 加須駅入口 - 加須車庫
- KZ14：免許センター - 保健所前 - 鴻巣駅東口 - 保健所前 - 騎西城 - 済生会通り - 済生会加須病院 - 加須駅南口 - 加須駅入口 - 加須駅北口 - 加須駅入口 - 加須車庫

また、加須市コミュニティバス「かぞ絆号」の循環バス（西循環コース）が運行されている。
- 「かぞ絆号」循環バス（西循環コース）：加須駅南口 - いなほの湯 - 愛宕 - 市民プラザかぞ前 - 済生会加須病院 - 加須駅南口

### 道路
地内に国道は通っていない。
- 埼玉県道38号加須鴻巣線（昭和通り線）
- 埼玉県道305号礼羽騎西線
- 埼玉県道366号三田ヶ谷礼羽線

## 施設
愛宕一丁目
- 十善病院

愛宕二丁目
- 愛宕遊園地